# Luka nad Jihlavou

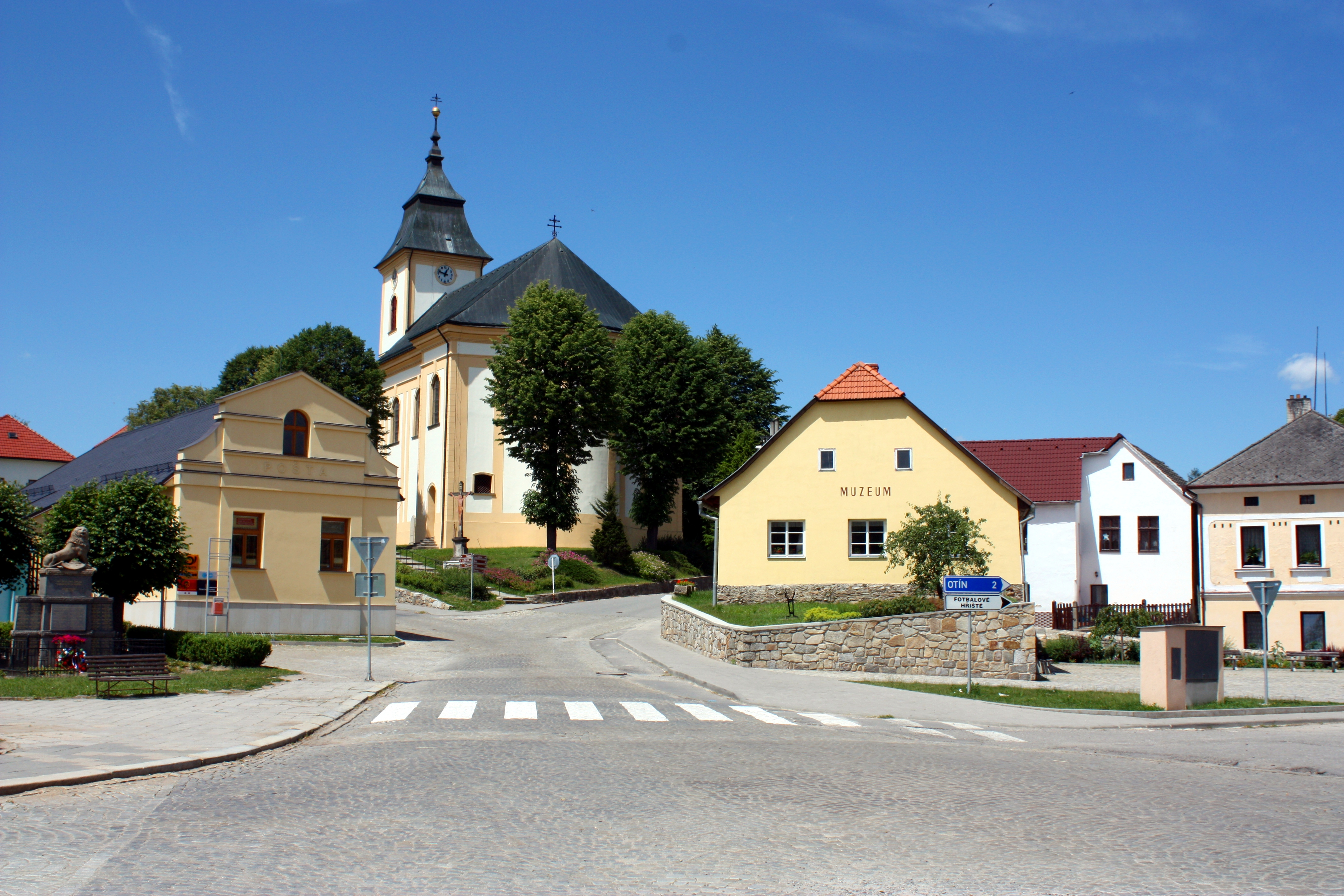
Luka nad Jihlavou, Ortsmitte

Luka nad Jihlavou (deutsch Wiese an der Igel) ist ein Flecken in Tschechien. 
Das barocke Schloss der Widmann-Sedlnitzky ist eine Sehenswürdigkeit und ist öffentlich zugängig.

## Ortsteile
- Otín (Ottendorf) (117 Einwohner)
- Svatoslav (Swatoslau) (45 Einwohner)
- Předboř (Pschedborsch) (16 Einwohner)

## Partnergemeinde
1. Forst, Deutschland
2. Komárovce, Slowakei
3. Reutigen, Schweiz
4. Staicele, Lettland
5. Storkow, Deutschland